# 만수대해외개발회사
만수대해외개발회사(萬壽臺海外開發會社, Mansudae Overseas Project Group of Companies)는 조선민주주의인민공화국의 건설 회사로 만수대창작사의 해외 사업 부문이다.
나미비아 대통령궁(State House)과 영웅 기념비(National Heroes Acre) 건설 사업에 참여했으며 세네갈에서는 아프리카 르네상스 동상의 건설을 하청받았다.